# Пісочне (Шептицький район)
Пісо́чне — село в Україні, в Шептицькому районі Львівської області. Населення становить 150 осіб.

## Географія
Село є найпівнічнішим населеним пунктом Львівської області.

## Історія
Єдине село, що залишилося у складі України від Холмщини. До 1917 року входило до складу Довгобичівської волості (до 1912 року — Довгобичівської гміни) Грубешівського повіту Холмської, а раніше (до 1912 року) Люблінської губернії Російської імперії, у 1917—1918 роках — у складу УНР. З 1918 року входило до складу гміни Довгобичів Грубешівського повіту Речі Посполитої.
1939 року увійшло до складу Сокальського району новоутвореної Львівської області. 1943 року польські шовіністи вбили в селі 5 українців. У серпні 1944 року місцеві мешканці безуспішно зверталися до голови уряду УРСР Микити Хрущова з проханням включити село до складу УРСР, звернення підписало 127 осіб. 1945 року територія села разом із землями на захід від Буга та Солокії ненадовго відійшла до Польщі. 21-25 червня 1947 року під час операції «Вісла» польська армія виселила з Пісочного на щойно приєднані до Польщі північно-західні терени 30 українців. У селі залишилося 217 поляків.
За радянсько-польським обміном територіями 15 лютого 1951 року село передане до УРСР, а частина польського населення переселена до Нижньо-Устрицького району, включеного до складу ПНР. Відтоді входило до складу Сокальського району Львівської області. А з 2020 року до Червоноградського (Шептицького) району Львівської області